# KTCホールディングス
株式会社KTCホールディングスは、持株会社。傘下の各事業会社を通じて、教育系の経営管理や子会社の事業支援を行っている。親会社は、中央出版。

## 沿革
- 1972年（昭和47年）6月　創業
- 2004年（平成16年）　持株会社に移行

## 子会社
- 教育図書センター
- CKCネットワーク
- 住居時間